# Ганга-Іхала-Корале (підрозділ окружного секретаріату)
Підрозділ окружного секретаріату Ганга-Іхала-Корале — підрозділ окружного секретаріату округу Канді, Центральна провінція, Шрі-Ланка. Складається з 31 Грама Ніладхарі.